# Iodat de bari
El iodat de bari és un compost químic inorgànic amb la fórmula química Ba(IO₃)₂. És una substància granular blanca.

## Síntesi
El iodat de bari pot ser obtingut com a producte d'una reacció de iode i hidròxid de bari o combinant clorat de bari amb iodat de potassi.

## Propietats químiques
El compost és estable a una temperatura fins a aproximadament 580 °C (1,076 °F). Si la temperatura és més alta, la reacció següent, anomenada reacció de Rammelsberg, ocorre:
5 Ba(IO₃)₂ → Ba₅(IO₆)₂ + 9 O₂ + 4 I₂